# Francisco García García
Francisco García García (España, 4 de octubre de 1948) es catedrático español de la Universidad Complutense de Madrid, del área de conocimiento «Comunicación Audiovisual y Publicidad».

## Biografía
Se doctoró en la Universidad Complutense de Madrid en 1984 con su tesis titulada Estudios de creatividad icónica individual y colectiva en niños de edad escolar, dirigida por el Dr. Joaquín de Aguilera Gamoneda. Obtuvo su titularidad en 1988, y fue nombrado Catedrático de la Universidad Complutense de Madrid del área de conocimiento «Comunicación Audiovisual y Publicidad» en febrero de 1995. En 2019 fue nombrado profesor emérito de la misma facultad.
Su labor investigadora se ha centrado en la Narrativa Audiovisual, la Publicidad, la Creatividad, la Retórica, las TIC aplicadas a la Comunicación y la Educación. Según el portal de investigación de la UCM, ha dirigido 120 tesis doctorales para esa institución, y hasta 178 según el portal TESEO en universidades de España. Ha sido director de Congresos y Seminarios Nacionales e Internacionales como Ciudades Creativas, Sociedad Digital, Investigadores Audiovisuales, INFANCINE, Internet en la Educación y la Educación en Internet, organizados en diferentes países.
En su labor docente, impartió asignaturas como Narrativa audiovisual, Métodos de la creatividad, entre otras.
Fuera del ámbito académico, ha sido director del Centro Nacional de Información y Comunicación Educativa (CNICE) dependiente del Ministerio de Educación y Ciencia (2000 al 2004). Fue responsable de la creación y dirección del Banco de Imágenes y Sonidos del CNIE (MEC), uno de los primeros repositorios abiertos de contenidos audiovisuales especializados en uso educativo de España.
En el desarrollo de sus funciones dentro del Ministerio, fue el director de la serie Informes educativos titulada Desarrollo, transferencia y difusión social de la investigación en TIC para la Educación. Este conjunto de informes estaba compuesto de estudios relacionados con el ámbito de la educación y las tecnologías de la información y la comunicación. También fue uno de los responsables de la gestión del programa Internet en la Escuela dentro del Plan de Acción INFO XXI y que se articuló a través de convenios de colaboración con las Comunidades Autónomas de España para, entre otras acciones, desarrollar materiales educativos interactivos de apoyo, accesibles por Internet. Siguiendo en esta línea de innovación, llevó adelante la dirección de la serie de Recursos Educativos Multimedia del Ministerio de Educación realizada dentro del programa Internet en la Escuela, entre los que se encuentran el Recurso Media (que incluía contenidos educativos interactivos para trabajar los contenidos de Cine, Televisión, Prensa, Radio, Publicidad), o el Recurso MOS (contenido de educación musical de ESO y Bachillerato). Fue director de la revista Red Digital, Revista de Tecnologías de la Información y Comunicación Educativas, que se publicó entre el año 2000 y 2005, editada desde el Ministerio de Educación Cultura y Deporte: Centro nacional de información y comunicación educativa, y destinada a informar e investigar sobre temas de interés de la comunidad educativa en torno a las tecnologías en la enseñanza.
En el ámbito asociativo, fue presidente y uno de los miembros fundadores de la Asociación de la Televisión Educativa Iberoamericana, responsable del programa de Televisión Educativa Iberoamericana, fue participante en las Cumbres de Gobierno Iberoamericanas. Es vicepresidente de la Fundación para la investigación social avanzada (IS+D), editor de las revistas científicas Icono 14, Creatividad y Sociedad, Prisma Social, y presidente de la Asociación Española de Cine e Imagen Científicos (ASECIC).

## Publicaciones destacadas
Según el portal de investigación de la UCM, cuenta con más de 150 publicaciones científicas. Algunos de los libros en los que ha trabajado, son:
- Creatividad en publicidad. Del impacto al comparto (coordinador junto a V.Tur Viñes, I.Arroyo Almaraz, L.Rodrigo Martín), 2018, Dykinson, Madrid. ISBN 9788491485674

- La idea de universidad en la sociedad de masas (coautor con Juan Martínez-Val), 2015, Fragua, Madrid. ISBN 978-84-7074-674-1.
- Ciberretórica : Aristóteles en las redes sociales. Manual de retórica en la comunicación digital (coautor con Inmaculada Berlanga Fernández), 2014, Fragua, Madrid. ISBN 978-84-7074-602-4
- Narrativa audiovisual televisiva, fílmica, radiofónica, hipermedia y publicitaria (Coordinador), 2011, Ediciones del Laberinto, Madrid. ISBN                  84-8483-258-9
- Creatividad e imagen en los niños,1981, Servicio de Publicaciones del Ministerio de Educación y Ciencia, Madrid.[24]